# 7562 Kagiroino-Oka
A 7562 Kagiroino-Oka (ideiglenes jelöléssel 1986 WO9) a Naprendszer kisbolygóövében található aszteroida. Hiroki Kosai és Kiichirō Furukawa fedezte fel 1986. november 30-án.